# Бролин, Джош
Джош Джеймс Бро́лин (англ. Josh James Brolin; род. 12 февраля 1968, Лос-Анджелес, Калифорния, США) — американский актёр. Номинант на премию «Оскар» в категории «Лучшая мужская роль второго плана» за роль Дэна Уайта в фильме «Харви Милк».
Бролин наиболее знаменит своей дружбой и совместными работами с кинорежиссёрами братьями Коэн, у которых он снялся в таких знаменитых картинах, как «Старикам тут не место» (2007), «Железная хватка» (2010) и «Да здравствует Цезарь!» (2016). Он также известен по таким фильмам, как «Невидимка» (2000), «Добро пожаловать в рай!» (2005), «Гангстер» (2007), «Харви Милк» (2008), «Люди в чёрном 3» (2012), «Охотники на гангстеров» (2013), «Олдбой» (2013), «День труда» (2013), «Город грехов 2: Женщина, ради которой стоит убивать» (2014), «Эверест» (2015), «Убийца» (2015), «Мстители: Война бесконечности» (2018), «Дэдпул 2» (2018), «Мстители: Финал» (2019) и «Дюна» (2021).

## Биография
Джош Бролин родился в Лос-Анджелесе, Калифорния, в семье активистки по защите дикой природы Джейн Кэмерон Эйджи и актёра Джеймса Бролина. Его родители развелись в 1984 году. Бролин является пасынком певицы и актрисы Барбры Стрейзанд.
Кинодебют Джоша Бролина состоялся в фильме по рассказу Стивена Спилберга «Балбесы» (1985).
В последующие десятилетия Бролин сыграл большое количество ролей и вышел из тени своего именитого отца. Джош Бролин сыграл в фильмах: «Невидимка» Пола Верховена (2000) и «Мелинда и Мелинда» Вуди Аллена (2004), а также в главной роли в оскароносном фильме братьев Коэнов «Старикам тут не место» (2007).
За роль в фильме «Харви Милк» (2008) Бролин был номинирован на премию «Оскар» за лучшую мужскую роль второго плана.

## Личная жизнь
Бролин был женат на актрисе Элис Эдер с 1988 по 1994 год. У них есть двое детей, сын Тревор Мэнсур (род. 26 июня 1988) и дочь Иден (род. 1994).
В 1998 году Бролин начал встречаться с актрисой Минни Драйвер, коллегой по фильму «Жар пустыни». В апреле 2001 года пара объявила о помолвке, однако в октябре того же года они расстались.
15 августа 2004 года Бролин женился на актрисе Дайан Лейн. Они развелись в 2013 году.
В апреле 2015 года Бролин обручился со своей бывшей ассистенткой и моделью Кэтрин Бойд. Они поженились 24 сентября 2016 года. 4 ноября 2018 года Бролин объявил о том, что у них родилась дочь, Уэстлин Рейн Бролин. 25 декабря 2020 года у пары родилась вторая дочь Чапел Грейс Бролин.

## Фильмография
| Год  |    | Русское название                                    | Оригинальное название                  | Роль                            |
| ---- | -- | --------------------------------------------------- | -------------------------------------- | ------------------------------- |
| 1985 | ф  | Балбесы                                             | The Goonies                            | Брэндон «Брэнд» Уолш            |
| 1986 | ф  | Столкновение                                        | Thrashin'                              | Кори Уэбстер                    |
| 1994 | ф  | Цветок у дороги                                     | The Road Killers                       | Том                             |
| 1995 | с  | За гранью возможного                                | The Outer Limits                       | Джек Пирс                       |
| 1996 | ф  | Постель из роз                                      | Bed of Roses                           | Дэнни                           |
| 1996 | ф  | Не будите спящую собаку                             | Flirting with Disaster                 | агент Тони Кент                 |
| 1997 | ф  | Мутанты                                             | Mimic                                  | Джош                            |
| 1997 | ф  | Ночное дежурство                                    | Nightwatch                             | Джеймс Галман                   |
| 1999 | ф  | Отряд «Стиляги»                                     | The Mod Squad                          | Билли                           |
| 1999 | ф  | Лучшие планы                                        | Best Laid Plans                        | Брайс                           |
| 1999 | ф  | Ярость                                              | All the Rage                           | Теннел                          |
| 2000 | ф  | Невидимка                                           | Hollow Man                             | Мэттью Кенсингтон               |
| 2000 | ф  | Пикник                                              | Picnik                                 | Хэл Картер                      |
| 2000 | ф  | Жар пустыни                                         | Slow Burn                              | Дастер                          |
| 2003 | с  | Мистер Стерлинг                                     | Mister Sterling                        | Билл Стерлинг                   |
| 2004 | ф  | Мелинда и Мелинда                                   | Melinda and Melinda                    | Грег Ирлингер                   |
| 2005 | ф  | Добро пожаловать в рай!                             | Into the Blue                          | Бейтс                           |
| 2006 | ф  | Мёртвая девушка                                     | The Dead Girl                          | Тарлоу                          |
| 2007 | ф  | Грайндхаус (сегмент «Планета страха»)               | Grindhouse                             | доктор Уильям Блок              |
| 2007 | ф  | В долине Эла                                        | In the Valley of Elah                  | шеф Бухвальд                    |
| 2007 | ф  | Старикам тут не место                               | No Country for Old Men                 | Ллевелин Мосс                   |
| 2007 | ф  | Гангстер                                            | American Gangster                      | детектив Трупо                  |
| 2008 | ф  | Буш                                                 | W.                                     | Джордж Уокер Буш                |
| 2008 | ф  | Харви Милк                                          | Milk                                   | Дэн Уайт                        |
| 2010 | ф  | Уолл-стрит: Деньги не спят                          | Wall Street: Money Never Sleeps        | Бреттон Джеймс                  |
| 2010 | ф  | Ты встретишь таинственного незнакомца               | You Will Meet a Tall Dark Stranger     | Рой Чаннинг                     |
| 2010 | ф  | Джона Хекс                                          | Jonah Hex                              | Иона Хекс                       |
| 2010 | ф  | Железная хватка                                     | True Grit                              | Том Чейни                       |
| 2012 | ф  | Люди в чёрном 3                                     | Men in Black 3                         | молодой Кевин Браун / Агент Кей |
| 2013 | ф  | Охотники на гангстеров                              | The Gangster Squad                     | Джон О'Мара                     |
| 2013 | ф  | Олдбой                                              | Oldboy                                 | Джо Дюссе                       |
| 2013 | ф  | День труда                                          | Labor Day                              | Фрэнк                           |
| 2014 | ф  | Стражи Галактики                                    | Guardians of the Galaxy                | Танос                           |
| 2014 | ф  | Город грехов 2: Женщина, ради которой стоит убивать | Sin City: A Dame to Kill For           | Дуайт МакКарти                  |
| 2014 | ф  | Врождённый порок                                    | Inherent Vice                          | Бигфут Бьорнсен                 |
| 2015 | ф  | Эверест                                             | Everest                                | Бек Уэзерс                      |
| 2015 | ф  | Убийца                                              | Sicario                                | Мэтт Грэйвер                    |
| 2015 | ф  | Мстители: Эра Альтрона                              | Avengers: Age of Ultron                | Танос                           |
| 2016 | ф  | Да здравствует Цезарь!                              | Hail, Caesar!                          | Эдди Мэнникс                    |
| 2017 | ф  | Дело храбрых                                        | Only the Brave                         | Эрик Марш                       |
| 2018 | ф  | Мстители: Война бесконечности                       | Avengers: Infinity War                 | Танос                           |
| 2018 | ф  | Дэдпул 2                                            | Deadpool 2                             | Натан Саммерс / Кейбл           |
| 2018 | ф  | Убийца 2: Против всех                               | Sicario 2: Soldado                     | Мэтт Грэйвер                    |
| 2018 | ф  | Наследие охотника на белохвостого оленя             | The Legacy of a Whitetail Deer Hunter  | Бак Фергюсон                    |
| 2019 | ф  | Мстители: Финал                                     | Avengers: Endgame                      | Танос                           |
| 2021 | мс | Что, если…?                                         | What If…?                              | Танос                           |
| 2021 | ф  | Дюна                                                | Dune                                   | Гурни Халлек                    |
| 2021 | ф  | Фальшивомонетчик                                    | Flag Day                               | дядя Бэк                        |
| 2022 | с  | Внешние сферы                                       | Outer Range                            | Роял Эбботт                     |
| 2024 | ф  | Дюна: Часть вторая                                  | Dune: Part Two                         | Гурни Халлек                    |
| 2025 | ф  | Орудия                                              | Weapons                                | Арчер Графф                     |
| 2025 | ф  | Достать ножи: Проснись, мертвец                     | Wake Up Dead Man. A Knives Out Mystery | Отец Фрэнк                      |
| 2025 | ф  | Бегущий человек                                     | The Running Man                        | Дэн Киллиан                     |
| 2026 | ф  | Собачьи звёзды                                      | The Dog Stars                          | Бэнгли                          |
|      | ф  | Во чреве кита                                       | Whalefall                              |                                 |

## Награды и номинации
| Премия                              | Год  | Фильм                           | Категория                                | Результат |
| ----------------------------------- | ---- | ------------------------------- | ---------------------------------------- | --------- |
| «Оскар»                             | 2009 | «Харви Милк»                    | Лучшая мужская роль второго плана        | Номинация |
| «Выбор критиков»                    | 2008 | «Старикам тут не место»         | Лучший актёрский состав                  | Номинация |
| «Выбор критиков»                    | 2009 | «Харви Милк»                    | Лучшая мужская роль второго плана        | Номинация |
| «Выбор критиков»                    | 2009 | «Харви Милк»                    | Лучший актёрский состав                  | Победа    |
| «Выбор критиков»                    | 2015 | «Врождённый порок»              | Лучшая мужская роль второго плана        | Номинация |
| «Независимый дух»                   | 2015 | «Врождённый порок»              | Премия имени Роберта Олтмена             | Победа    |
| «Спутник»                           | 2007 | «Старикам тут не место»         | Лучшая мужская роль — драма              | Номинация |
| «Спутник»                           | 2008 | «Буш»                           | Лучшая мужская роль — комедия или мюзикл | Номинация |
| «Сатурн»                            | 2015 | «Врождённый порок»              | Лучшая мужская роль второго плана        | Номинация |
| «Сатурн»                            | 2019 | «Мстители: Война бесконечности» | Лучшая мужская роль второго плана        | Победа    |
| Национальный совет кинокритиков США | 2007 | «Старикам тут не место»         | Лучший актёрский состав                  | Победа    |
| Национальный совет кинокритиков США | 2008 | «Харви Милк»                    | Лучшая мужская роль второго плана        | Победа    |
| Премия Гильдии киноактёров США      | 2008 | «Гангстер»                      | Лучший актёрский состав                  | Номинация |
| Премия Гильдии киноактёров США      | 2008 | «Старикам тут не место»         | Лучший актёрский состав                  | Победа    |
| Премия Гильдии киноактёров США      | 2009 | «Харви Милк»                    | Лучшая мужская роль второго плана        | Номинация |
| Премия Гильдии киноактёров США      | 2009 | «Харви Милк»                    | Лучший актёрский состав                  | Номинация |